# Lea Davison
Lea Davison (* 19. Mai 1983 in Syracuse) ist eine amerikanische Radrennfahrerin im Cross-Country aus Jericho, Vermont.

## Leben und Karriere
Davison wurde 1983 geboren. Sie besuchte das Middlebury College in Middlebury.
Bei den Olympischen Sommerspielen 2012 wurde sie beim Cross-Country-Wettbewerb in der Hadleigh Farm Elfte. Bei der WM 2016 wurde sie Zweite. Siebte wurde sie bei den Olympischen Sommerspielen 2016 in Rio de Janeiro.